# USS Percival (DD-298)
USS Percival (DD-298) là một tàu khu trục lớp Clemson được Hải quân Hoa Kỳ chế tạo vào cuối Chiến tranh Thế giới thứ nhất. Nó là chiếc tàu chiến đầu tiên của Hải quân Hoa Kỳ được đặt theo tên Đại tá Hải quân John Percival (1779-1862), người tham gia cuộc Chiến tranh 1812 và Chiến tranh Mexico-Hoa Kỳ. Percival ngừng hoạt động năm 1930 và bị tháo dỡ năm 1931 nhằm tuân thủ quy định hạn chế vũ trang của Hiệp ước Hải quân London.

## Thiết kế và chế tạo
Percival được đặt lườn vào ngày 4 tháng 7 năm 1918 tại xưởng tàu Union Iron Works, của hãng Bethlehem Shipbuilding Corporation ở San Francisco, California. Nó được hạ thủy vào ngày 5 tháng 12 năm 1918, được đỡ đầu bởi cô Eleanor Wartsbaugh; và được đưa ra hoạt động vào ngày 1 tháng 3 năm 1920 dưới quyền chỉ huy của Hạm trưởng, Trung tá Hải quân Raymond A. Spruance.

## Lịch sử hoạt động
Sau khi hoàn tất việc chạy thử máy ngoài khơi bờ biển California, Percival trình diện để hoạt động cùng Hải đội 4 thuộc Chi hạm đội 5, Lực lượng Khu trục Hạm đội Thái Bình Dương đặt căn cứ tại San Diego, California. Vào ngày 8 tháng 9 năm 1923, nó nằm trong nhóm tàu khu trục mắc phải thảm họa Honda Point, nhưng nó đã cơ động né tránh được và không chịu số phận bị mắc cạn do va đá ngầm của các tàu chị em. Vài ngày sau, nó được đặt làm soái hạm của Hải đội 11 và được bố trí tham gia tập trận hạm đội hàng năm cùng Hạm đội Chiến trận tại Thái Bình Dương.
Percival được cho xuất biên chế vào ngày 26 tháng 4 năm 1930 và bị tháo dỡ vào năm 1931.